# Eleazar Carranza González
Eleazar Carranza González (Chucándiro, 28 de noviembre de 1963) es un taxónomo, biólogo, profesor y botánico mexicano.
Desarrolla actividades académicas en el Instituto de Ecología, Centro Regional del Bajío, Pátzcuaro Michoacán, México.
Ha estudiado la taxonomía de Convolvulaceae, Styracaceae, Myrsinaceae, Orobanchaceae, Theaceae, Aquifoliaceae, Sapotaceae, entre otros; y, florística y vegetación de México.

## Algunas publicaciones
- josiani Alcántar–Mejía, eleazar Carranza González, gabriela Cuevas–García, Eduardo Cuevas–García. 2012. Distribución geográfica y ecológica de Ipomoea (Convolvulaceae) en el estado de Michoacán, México. Rev. Mex. Biodiv. 83 (3): 731 -741 http://dx.doi.org/10.7550/rmb.25370
- eleazar Carranza González, consuelo Medina García. 2008. Una especie nueva de Escobedia (Orobanchaceae) del estado de Michoacán, México. Acta Botánica Mexicana 85: 31 - 38 ISSN 0187-7151
- ------------------. 2004. Una especie nueva de Ilex L. (Aquifoliaceae) del noreste del estado de Michoacán, México. Acta Botánica Mexicana 69: 133 - 140.
- rafael Fernández Nava, delfina Ramos Zamora, eleazar Carranza González. 2001. Notas sobre plantas medicinales del Estado de Querétano, México. Núm. 12: 1 - 39, ISSN 1405-2768
- eleazar Carranza González. 1995. Una especie nueva de Salix (Salicaceae) de Michoacán, México. Acta Botánica Mexicana (32): 33 - 38.

### Libros
- eleazar Carranza González. 2004. Flora del Bajío y de regiones adyacentes. Ed. Instituto de Ecología INECOL, México, fasc. 125, capítulo Hamamelidaceae[5]
- Andrés p. Vovides, graciela Calderón de Rzedowski, eleazar Carranza González, emmanuel Pérez-Calix, José a. Villarreal Q., Miguel a. Carranza P., alejandro Novelo, jaime Bonilla-Barbosa, jerzy Rzedowski.
  - 2007. Familia Convolvulaceae. Fasc. 155: 1- 131.
  - 1999. Familia Zamiaceae: Familia Menispermaceae. Parte 77 y 71-90 de Flora del Bajío y de regiones adyacentes. Editor Instituto de Ecología A.C. Centro Regional del Bajío. 13 p. ISBN 9687863501
- s. Zamudio, j. Rzedowski, eleazar Carranza, g. Calderón. 1992. La vegetación del estado de Querétaro. Instituto de Ecología A. C. y Consejo de Ciencia y Tecnología del estado de Querétaro, Pátzcuaro, Mich. 92 p.
- -------------, -------------, ------------. 1984. Plantas medicinales de Durango. Inventario Básico. Centro Interdisciplinario de Investigación para el Desarrollo Integral Regional del Instituto Politécnico Nacional, Unidad Durango. 1 (2): 1 - 115.

## Eponimia
Especies
- (Lamiaceae) Salvia carranzae Zamudio & Bedolla[6][7]

## Membresías
Miembro vitalicia de
- Sociedad Botánica de México.
- International Association for Plant Taxonomy (IAPT).
- American Society of Plant Taxonomists (ASPT).